# أنويل إي إي
إيمانويل غازمي سانتياغو (بالإسبانية: Emmanuel Gazmey Santiago) مواليد 26 نوفمبر 1992 في كارولينا، بورتوريكو، المعروف باسم أنويل إي إي (بالإسبانية: Anuel AA) ، هو مغني راب وريغيه تون من بورتوريكو. حصل على جائزة بيلبورد للموسيقى اللاتينية لعام 2019 لفنان جديد لهذا العام. يعتبر أنويل إي إي رائدًا في الراب اللاتيني وغالبًا ما تناقش كلماته الجريمة والحياة الحضرية في بورتوريكو. غالبًا ما تحتوي موسيقاه على عينات واستقراءات من الأغاني التي كانت شائعة خلال شبابه.
نشأ في كارولينا، بورتوريكو، بدأ تسجيل الموسيقى في سن الرابعة عشرة وبدأ في نشرها على الإنترنت بعد أربع سنوات في عام 2010، قبل أن يوقع في النهاية على القسم اللاتيني لمجموعة مايباخ الموسيقية الأمريكية لمغني الراب ريك روس. كان استقبال شريطه المختلط لعام 2016 Real Hasta la Muerte جيدًا، ولكن علق نجاحه في نفس العام بالسجن لمدة 30 شهرًا لحيازته سلاحًا ناريًا بشكل غير قانوني في بورتوريكو. سجل ألبومه الأول بالكامل أثناء وجوده في السجن، حيث زادت شعبيته من النوع الموسيقي أثناء قضاء عقوبته. أصدر أنويل إي إي ألبومه الأول، والذي يحمل أيضًا عنوان Real Hasta la Muerte في 17 يوليو 2018، يوم إطلاق سراحه من السجن. حقق الألبوم نجاحًا نقديًا وتجاريًا. في الأشهر الستة المقبلة، ظهر في Billboard Hot Latin Songs -Charts-charts الفردية، مما عزز مكانته كواحد من أفضل الفنانين اللاتينيين. في أغسطس 2019، أطلق أغنية China، بالتعاون مع دادي يانكي وكارول جي وأوزونا وجي بالفين، والتي لاقت نجاحًا عالميًا. أصدر منذ ذلك الحين الأغنية الناجحة Me Gusta مع شاكيرا، وألبومه الثاني Emmanuel، الذي صدر في 29 مايو 2020.

## حياته
أنويل إي إي من مواليد يوم 26 نوفمبر 1992 في كارولينا، بورتوريكو.

## النمط الموسيقي والتأثيرات
وفقًا لـ XXL، يعتبر أنويل إي إي «أحد الآباء المؤسسين لموسيقى اللاتينية». يشتهر بتوقيعه BRRR adlib، والذي يُقصد به تقليد صوت سلاح ناري آلي. غالبًا ما تناقش كلمات أنويل إي إي الجنس والجريمة والحياة في الشوارع. وصف بول سيمبسون من Allmusic كلماته بأنها «صعبة للغاية بحيث لا يمكن تشغيلها على الراديو» وسلط الضوء على أن نجاحه نابع بدلاً من ذلك من خدمات البث ووجود الفنان الفعال للغاية على وسائل التواصل الاجتماعي.  شاهد غاري سواريز من Vice ألبومه لعام 2018 Real Hasta la Muerte كمجموعة من «فرقعة الفخ البراقة» و«ريغيه تون إرضاء الجماهير». على الرغم من «صورة الرجل السيئ»، كتب سواريز أن أغنيتي «كولبابلز» و «سيكريتو» تمثلان «تلطيفًا لشخصيته المتشددة من ترابيرو». يشتهر أنويل إي إي باستخدامه لكلمة bebecita (baby) في الأغاني وعلى وسائل التواصل الاجتماعي، وأصبحت الكلمة مرتبطة بنوع ريغيه تون.
مقدمة أنويل إي إي للهيب هوب حدثت بعد الاستماع إلى مغني الراب توباك شاكور. غالبًا ما تشيد أغانيه بالفنانين الأمريكيين واللاتينيين الذين أثروا عليه في شبابه. ومن الأمثلة على ذلك China التي أخذت عينات من فيلم It Wasn't Me لشاجي و Ella Me Levantó لدادي يانكي، وDelincuente الذي يقحم أغنية Bandoleros التي كتبها دون عمر وتيجو كالديرون. لقد تأثر بفناني الهيب هوب الأمريكيين ميك ميل وجوتشي ماني وتعاون معهم. كما تم مقارنة أنويل إي إي بمغنيي الراب لاكتساب سمعة سيئة لقضاء بعض الوقت في السجن. شرح أنويل إيه إيه، واصفًا تأثير ميك ميل على موسيقاه، «أستمع إلى ما يقوله الناس في الأغاني، وليس الألحان فقط. مع مغني الراب، يجب أن تستمع إلى ما يقولون. ويتحدث مييك ببعض الهراء الحقيقي. لهذا السبب أنا انظر إليه». في مقابلة مع Vice، أعرب عن إعجابه بموسيقى فنان الباتشاتا زاكارياس فيريرا ومغني الراب الدومينيكي إلفا والمغني وكاتب الأغاني الإنجليزي إد شيران. كما أشار إلى اهتمامه بالتعاون مع مغني الراب بوست مالون.